# Comuna Hallsberg
Hallsberg (Hallsbergs kommun) este o comună din comitatul Örebro län, Suedia, cu o populație de 15.267 locuitori (2013).

## Geografie

### Zone urbane
Lista celor mai mari zone urbane din comună (anul 2015) conform Biroului Central de Statistică al Suediei:
| Nr | Zona urbană | Pop.  |
| -- | ----------- | ----- |
| 1  | Hallsberg   | 8.146 |
| 2  | Pålsboda    | 1.610 |
| 3  | Sköllersta  | 1.079 |
| 4  | Östansjö    | 869   |
| 5  | Vretstorp   | 852   |
| 6  | Hjortkvarn  | 234   |

## Demografie
| \| Evoluția demografică în comuna Hallsberg, 1970–2015 \| Evoluția demografică în comuna Hallsberg, 1970–2015 \| Evoluția demografică în comuna Hallsberg, 1970–2015 \| Evoluția demografică în comuna Hallsberg, 1970–2015 \| Evoluția demografică în comuna Hallsberg, 1970–2015 \| \| ----------------------------------------------------------------------------------------------------- \| --------------------------------------------------- \| --------------------------------------------------- \| --------------------------------------------------- \| --------------------------------------------------- \| \| An \| \| \| Locuitori \| \| \| 1970 \| 1970 \| \| 16836 \| 16836 \| \| 1975 \| 1975 \| \| 16643 \| 16643 \| \| 1980 \| 1980 \| \| 17246 \| 17246 \| \| 1985 \| 1985 \| \| 16699 \| 16699 \| \| 1990 \| 1990 \| \| 16735 \| 16735 \| \| 1995 \| 1995 \| \| 16397 \| 16397 \| \| 2000 \| 2000 \| \| 15685 \| 15685 \| \| 2005 \| 2005 \| \| 15315 \| 15315 \| \| 2010 \| 2010 \| \| 15275 \| 15275 \| \| 2015 \| 2015 \| \| 15509 \| 15509 \| \| Sursa: SCB - Statistika Centralbyrån, Folkmängd efter region, civilstånd, ålder och kön. År 1968–2016 \| \| \| \| \| |      |  |           |       |
| Evoluția demografică în comuna Hallsberg, 1970–2015 |      |  |           |       |
| An |      |  | Locuitori |       |
| 1970 | 1970 |  | 16836     | 16836 |
| 1975 | 1975 |  | 16643     | 16643 |
| 1980 | 1980 |  | 17246     | 17246 |
| 1985 | 1985 |  | 16699     | 16699 |
| 1990 | 1990 |  | 16735     | 16735 |
| 1995 | 1995 |  | 16397     | 16397 |
| 2000 | 2000 |  | 15685     | 15685 |
| 2005 | 2005 |  | 15315     | 15315 |
| 2010 | 2010 |  | 15275     | 15275 |
| 2015 | 2015 |  | 15509     | 15509 |
| Sursa: SCB - Statistika Centralbyrån, Folkmängd efter region, civilstånd, ålder och kön. År 1968–2016 |      |  |           |       |